# バックドロップ
バックドロップ（Backdrop）は、レスリングやプロレスで用いられる投げ技の一種である。日本名は岩石落とし（がんせきおとし）。アメリカ合衆国ではベリー・トゥー・バック・スープレックス（Belly-to-Back Suplex）とも呼ばれている。

## 概要
相手の背後から片脇に頭を潜り込ませて相手の腰を両腕で抱え、後方へと反り投げる。ルー・テーズが開発されたとされているが、実際には大正時代にドイツ出身柔道家のアド・サンテルが柔道技の裏投げを弟子のティヤシュ・ラヨシュに伝えて彼が改良を加えて完成させた。ラヨシュは英語ではアロイジャス・マーティン・ルー・セスと名乗っており、これが日本で誤読されてテーズになったとする説が有力である。
日本でテーズがバックドロップを必殺技にして活躍したため、「ルー・テーズ=バックドロップ」のイメージが定着したのも誤解の原因であるが、バックドロップをポピュラーなプロレス技として世間に広めたのはテーズである（古くからの日本人レスラーやオールドファンはバックドロップのことを「ルー・テーズ」と呼んでいる）。
だが、これ以前からレスリングではブリッジを活かしたバック投げ（バック・スープレックス）が一般化しており、こちらがルーツであると言う見解もある。
テーズによって日本にもたらされたバックドロップは、日本プロレスの開祖である力道山を含む日本の強豪レスラー達を次々に沈めた技として強い衝撃をもたらした。やがて、力道山もバックドロップを使用するようになり、晩年は空手チョップに次ぐフィニッシュ技として使用していた。
アントニオ猪木も延髄斬りを多用する以前は、コブラツイストや卍固めと共にフィニッシュ技としていた。ウィレム・ルスカとの異種格闘技戦において、バックドロップ3連発を放ったシーンは長くワールドプロレスリングのオープニングを飾るシーンとして放送されていた。ジャンボ鶴田はテーズから直接伝授され、フィニッシュ技として蘇らせた。
一方で危険な技の一つとしても知られる。ジャイアント馬場は自身の長身でバックドロップを放つことは非常に危険であることを察知して、肩越しに相手をスライドさせるような形でドリー・ファンク・ジュニアの抱え式バックドロップを使用していた。1990年6月12日には、新日本プロレスの福岡国際センター大会で行われたシングルマッチで後藤達俊のバックドロップを受けた馳浩が、試合終了後に一時的な心臓停止に追い込まれたことがある（詳しくは後述の「派生技」を参照）。死亡に至ったリング禍としては2009年6月13日、プロレスリング・ノアの広島県立総合体育館グリーンアリーナ大会で行われたタッグマッチにおいて、齋藤彰俊のバックドロップを受けた三沢光晴が試合後に死去している。2017年には日本大学でバックドロップに関する事件が起きている。

## バリエーション
ヘソ投げ式バックドロップ
テーズ式、元祖バックドロップとも呼ばれている。ルー・テーズが試合で多用したバックドロップであり、投げる際に真後ろにブリッジを組むように反り返るために「ヘソ投げ式」と形容される。もっともスタンダードなバックドロップであり、
このタイプの他の使い手としてはテーズから直伝されたジャンボ鶴田のほか、アントニオ猪木、永田裕志、森嶋猛、大矢剛功、諏訪魔などがいる。

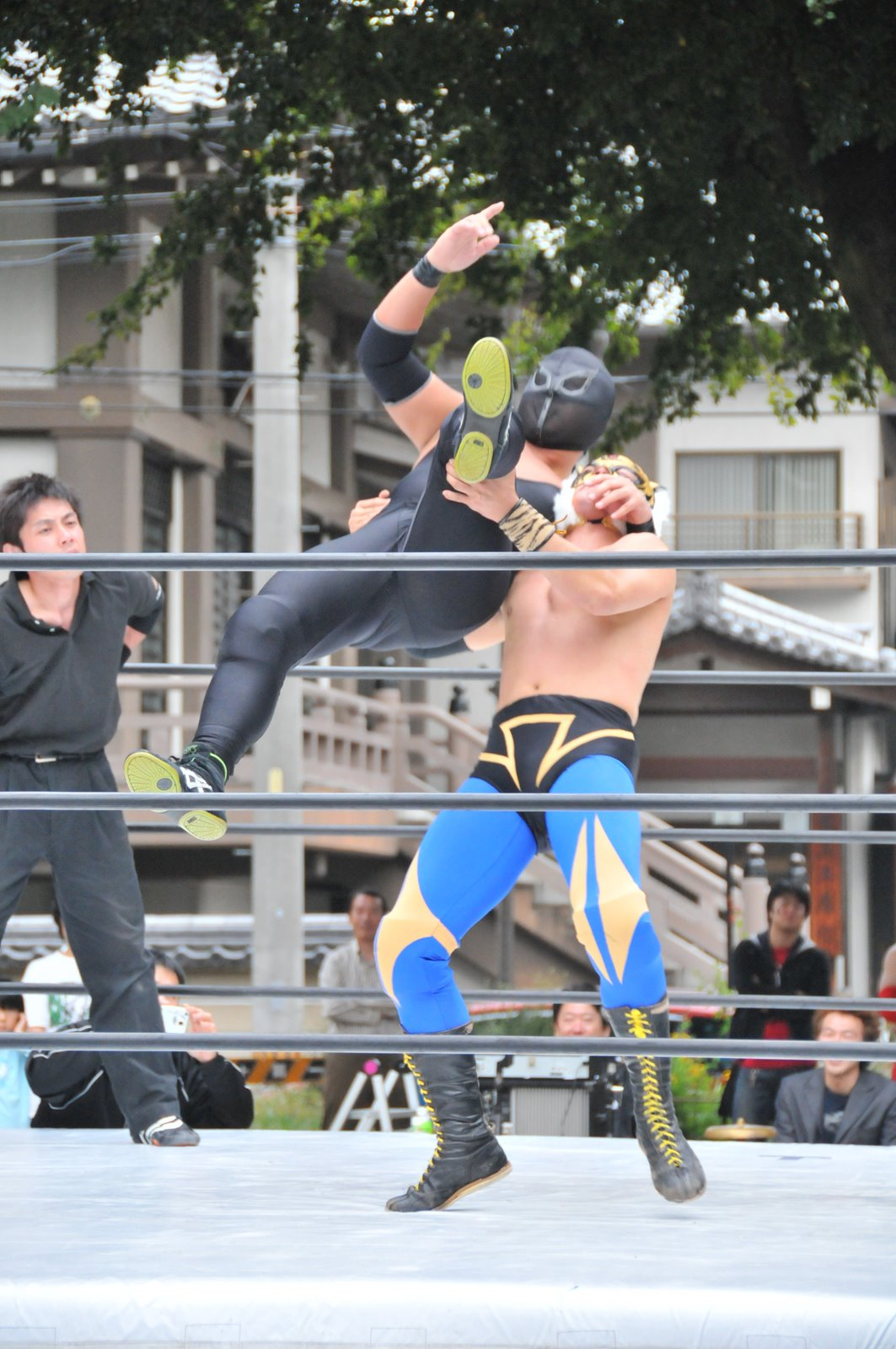
抱え式バックドロップ
抱え込み式、担ぎ式、担ぎ上げ式、すくい上げ式とも呼ばれている。後方から相手の胴をクラッチせず、股をすくい上げるようにして落とすため、ブリッジはきかせない。
晩年の力道山が決め技としており、ジャイアント馬場や坂口征二などの長身のレスラーが好んで用いた。小橋建太はすくい上げた体勢から数秒間停止し、タメをつくって落とす。
捻り式バックドロップ
マサ斎藤や長州力が使い手で、相手を真後ろではなく横抱き気味に胴クラッチし、腰の瞬発力で相手を高く持ち上げると同時に捻りながら落とす。ブリッジを利かせないため、開祖のテーズはバックドロップとして評価していないが、相手は真後ろではなく横方向になった状態で落とされるために受身が取りにくく、受けるダメージも大きい。1980年代当時、斎藤が定着していたAWA圏ではサイトー・スープレックスと呼ばれていた。
現在はマサ北宮がマサ斎藤から教えを受け継承し使用している。WWEでもジム・ロスやウィリアム・リーガルらが実況で同様に呼称することがある。斎藤彰俊が三沢光晴に放った形もこのタイプ。
跳躍式バックドロップ
小川良成や武藤敬司が使い手で、通常型で持ち上げると同時に、軽く後方へ跳ねながら相手をマットへ投げ落とす。小柄な選手や力に自信がない選手がそれを補うために使用するケースもある。
低空式バックドロップ
高速バックドロップとも呼ばれている。投げる時の円の半径を小さくしたバックドロップ。基本的には通常型と同じような投げ方だが、テーズのようにヘソで投げる形となる場合が多い。足腰のバネを使い、ブリッジを利かせ後方に引っ張り込むようにハイスピードで投げるため相手は受身が取りづらい。
現役時代のテーズは、この低空式をフィニッシュとして主に使用しており、鶴田もテーズから直接指導を受けた当初に使用していた。現在はテーズから直接伝授された蝶野正洋が好んで使用している。渕正信のバックドロップもこの形に近い。UWF系の選手にも使い手が多い。
垂直落下式バックドロップ
後藤達俊の必殺技。後藤曰く、長州式とテーズ式の長所を取り入れたものである。自身の重量挙げの経験を生かして相手を高く持ち上げ、ブリッジを利かせて鋭角な角度で垂直にリングに突き刺す。
クラッチの位置が通常よりも高く相手の横隔膜あたりを抱え込むために、相手は体を丸めて衝撃を逃がすことが出来ず、これを食らった馳浩が一時的に心停止にまで追い込まれたほど（実際は、馳が切り返して自身の体を浴びせようとした際に後藤のクラッチが離れていなかったため馳の体が回転しきれず側頭部から叩きつけられた。その衝撃で脳内出血し、控室でシャワーを浴びた際に血の巡りが多くなり脳内への出血量が増えて心停止を引き起こしたもの）。この事件があってから後藤はクラッチを通常のバックドロップと同じ位置にしている。この事件の影響からゲームなどでは「地獄バックドロップ」、「三途バックドロップ」、「殺人バックドロップ」と表現されている。現在は後藤の他に、後藤から直々に教えを受けた山本尚史がこのスタイルのバックドロップを使用する。
急降下式バックドロップ
抱え式で担ぎ上げた後、自らの体ごとマットにスピーディーに倒し、それによって相手をマットに叩き付ける。後方へ投げるというよりも、足元へスッと落とすといったイメージである。担ぎ上げる動作に比べ、落とすスピードが速いのでこう呼ばれる。百田光雄が使い手。
叩きつけ式バックドロップ
バックドロップ・ボムとも呼ばれている。ベイダーが使用する、抱え式で高々と担ぎ上げた後、後方に倒れ込みながら自らの体を180度捻り、片足をクラッチしたままパワーボムのように体重を乗せながら叩き付ける技。バックドロップというよりも浴びせ技の一種といえるかもしれない。
旋回式バックドロップ
三沢光晴が使う、足抱え式で相手を自らの肩に持ち上げ、最高点で自らコマのように旋回してから落とすバックドロップ。見栄えのある繋ぎ技として使用することが多い。
雪崩式バックドロップ
鶴見五郎、小川良成、ワイルド・ペガサスの得意技。バックドロップの体勢で抱え上げた相手をコーナーポストに座らせ、自らはトップロープもしくはセカンドロープに登って放つ。使う選手によって通常型か抱え式かの違いがある。
鶴見の場合、国際プロレスの崩壊→全日本プロレス参戦時、阿修羅・原と抗争していたため、彼がよくこの技を食らった。しかし、シングルがほとんど組まれず、タッグ戦がほとんどだったことから、フォールはカットされ、決め技にはならなかった。
小川は自身最大のフィニッシュ・ホールドである抱え式のバックドロップホールドで3カウントが取れなかった場合、この雪崩式バックドロップで3カウント取りにいったりする。
肩車式バックドロップ
相手を肩車した体勢でそのまま後ろに落とす。合体技の原型として用いられることがある。
有名なところでは川田利明と田上明の「バックドロップ+ノド輪落とし」、長尾浩志の「バボム」。また、ダイナマイト・キッドが一時期、ザ・コブラとの対戦で雪崩式の形で多用していた。
ニー・クラッシュ式バックドロップ
抱え式のさらなる変型。相手をニー・クラッシャーの形で持ち上げた後、そのまま後方に投げる。
ハーリー・レイス、テッド・デビアス、リック・フレアーなどが一時期用い、日本では佐藤昭雄が使い手だった。天龍源一郎はUN選手権の初防衛戦で、デビアスに対して後方に投げた後、ブリッジしてフォールを奪った。
大剛式バックドロップ
天山広吉が使う相手の片足をクラッチして急角度に落としていくバックドロップ。アナコンダ・スープレックスとも呼ばれる。小股すくいスープレックスや無双・改に類似。「大剛」とは、天山がカルガリー修業時代に教えを受けた大剛鉄之助に由来する。
デンジャラス・バックドロップ
殺人バックドロップとも呼ばれている。スティーブ・ウィリアムスの必殺技。自らの肩口に相手の腰を乗せる形で力任せに引っこ抜くように投げる。ウィリアムスのブリッジワークがあまりきかないことから結果的に相手はパイルドライバーのように頭頂部から垂直に落下するため受けるダメージは相当高く、試合のフィニッシュになる場合が多い。投げるときは両腕で相手の腰をクラッチするのが基本形だが足抱え式と同じクラッチとなる場合もある。
自らもこの技を受けた川田利明が、その威力に触発されてこのスタイルに近いバックドロップを繰り出すようになった。1993年8月31日に小橋健太と対戦したウィリアムスが繰り出したバックドロップが、まさにパイルドライバーで打ち付けるかのごとく90度で小橋を首から叩き付けたため、この時、実況を担当した佐藤啓が即興で「バックドロップ・ドライバー」と叫んだことがある。
「殺人バックドロップ」という異名は、ウィリアムスのニックネームが「殺人医師」であることに由来する。また「デンジャラス・バックドロップ」という呼び名は、「デンジャラスK」等の異名を持つ川田利明に因んでいるのではなく、実際には川田よりも早くウィリアムスが使用していた時期に呼ばれており、当時の全日本プロレス中継で実況を担当していた福澤朗アナウンサーがあまりに危険な角度で落とすバックドロップという意味で命名したものである。
現在は間下隼人がブリッジの利いたリアルデンジャラス・バックドロップとして使っている。
テラマエ485
田中稔のオリジナル技。相手の股の下でクラッチをして投げる急角度バックドロップ。
アクシズ
鈴木鼓太郎のオリジナル技。通常のバックドロップの体勢で相手を一気に持ち上げ、その勢いで空中で相手を270度回転させ、相手の前面から叩き落す。
アスレチック・プレックス
ジェフ・コブのオリジナル技。抱え式バックドロップの体勢で相手を抱え上げた状態で自身の上半身を左方向へ捻り、反動をつけるように右側に旋回しながら、相手の後頭部を叩きつける。

## バックドロップ・ホールド
日本名は岩石落とし固め。相手にバックドロップを見舞った後にブリッジを崩さないで維持しつつクラッチを解かないでピンフォールを狙うものである。ブリッジが崩れた場合は、そのまま倒れ込み式バックドロップ・ホールド（後述）に切り替えてフォールを狙う場合がある。
日本では1967年に来日したダン・ミラーが公開。この時は「原爆固め」と紹介されていた。1984年2月23日、ジャンボ鶴田はAWA世界ヘビー級王者のニック・ボックウィンクルに挑戦した際にフィニッシュ・ホールドとして用いた（形としてはヘソ投げ式）。鶴田は、この技で最初の日本人AWA世界ヘビー級王者になっている。
主な使用者はボブ・オートン・ジュニア、永田裕志、諏訪魔、羽南、Chi Chi。

### バリエーション
抱え式バックドロップ
抱え込み式、担ぎ式、担ぎ上げ式、すくい上げ式とも呼ばれている。小川良成のフィニッシュ・ホールド。抱え式バックドロップで投げた後、そのままブリッジを維持しつつ片足と胴を腕でクラッチしたままホールドし3カウントを狙う。
ダイナマイト・キッドは高角度でこの形のバックドロップホールドを放った。小川良成のこの技はキッド直伝とされていたが、小川本人が否定している。
倒れ込み式バックドロップ
主にジャンボ鶴田や永田裕志やスティーブ・ウィリアムスが使用。投げた時の勢いでブリッジが崩れたが、そのまま倒れ込んで強引に相手の体をクラッチしたままホールドする。使用される頻度は比較的少ない。
ジャンボ鶴田が三冠ヘビー級選手権防衛戦で川田利明をこのタイプのバックドロップ・ホールドで倒して脚光を浴びた。
自らの体を半分捻る様な形でホールドする場合もあり、永田裕志が得意とする。
元は永田は通常式のバックドロップ・ホールドを得意としていたが、2007年にIWGPヘビー級王座の防衛戦においての対越中詩郎に繰り出した頃から、このタイプを常用するようになった。また三沢光晴もこの技で村上一成からフォールを奪ったこともある。
デンジャラス・バックドロップ・ホールド
殺人バックドロップ・ホールドとも呼ばれている。主に全盛期のスティーブ・ウィリアムスがフィニッシュで使っていた。デンジャラスバックドロップで投げた後、強引にバックドロップ・ホールドで固める。力任せに投げる勢いでホールドの形が崩れてしまうことが度々あり、両腕で腰をクラッチして投げたが固める時は足抱え式だったり、ブリッジが崩れて固めるときは片エビ固めに強引に固めることもあった。

### 派生技
アストロマン・ドロップ
渡辺智子のオリジナル技。うクロスアーム式の変形バックドロップ・ホールド。
村正
丸藤正道のオリジナル技。抱え式バックドロップのあと、即座にジャックナイフ式片エビ固めに固める。
ヴィクトリア・ミラネーゼ
ミラノコレクションA.T.のオリジナル技。背後から自分の頭を相手の右脇に入れたバックドロップの体勢から、自らの左腕で相手左足の膝裏を掬うように抱え、右腕は相手右脇腹を抱えるように自分の左腕とクラッチ。そのまま背後へ投げ固める。元々はバックドロップ・クラッチ・ホールドと呼ばれていた。
宮原殺し2019
石川修司のオリジナル技。正面から相手の左腕を右腕で掴んで、背後に周りながらその腕を首元に巻き付け、コブラクラッチの体勢から相手の左足を抱え込み後方へ反り返って相手の後頭部から叩きつけるコブラ・クラッチ式変形レッグ・ロック・スープレックス。
レッグロック・スープレックス
ブライアン・ダニエルソンが使う変型バックドロップ・ホールド。頭を背後から相手の右脇に入れたバックドロップの体勢から、自らの右腕で相手右足の膝裏を抱え、左腕は相手の左肩上から回して相手を屈伸させるように両腕をクラッチ。そのまま反り投げてフォールする。WWEのウィリアム・リーガルに直接伝授された。名前はスープレックスとなっているが形はバックドロップの派生。
青木篤志はアサルト・ポイントの名称でフィニッシュホールドで多用している。ジャガー横田は通常のレッグロック・スープレックスと違い、相手の片膝を畳んだまま脛の方から自身の両腕をロックするをジャガー式バックドロップの名称で使用。クラッシュギャルズ全盛期の全日本女子プロレスでは横田の他、ライオネス飛鳥もフィニッシュとして使用していた。
ディープ・シックス
ハッピー・コービンのオリジナル技。前方から走ってきた相手を抱え込み式バックドロップの体勢で担ぎ、その勢いのまま旋回して背中から落とす変型カウンター式バックドロップ。初期はサイドスラムで使用。